# Protoblepharus
Protoblepharus — рід сцинкоподібних ящірок родини сцинкових (Scincidae). Представники цього роду мешкають в Гімалаях на території Індії і Тибету.

## Види
Рід Protoblepharus нараховує 3 види:
- Protoblepharus apatani Mirza, Bragin, Bhosale, Gowande, Patel, & Poyarkov, 2022
- Protoblepharus medogensis (Jiang, Wu, Guo, Li, & Che, 2020)
- Protoblepharus nyingchiensis (Jiang, Wu, Guo, Wang, Ding, & Che, 2020)